# Civic Arena
Civic Arena (dříve Civic Auditorium a Mellon Arena, přezdívaná také jako The Igloo) byla sportovní aréna ve městě Pittsburgh v americkém státě Pensylvánie. Otevřena byla v roce 1961. Domácí zápasy zde odehrával tým NHL Pittsburgh Penguins. Nejstarší aréna používaná v NHL neodpovídala novým požadavkům. Podmínkou pro udržení týmu NHL byla výstavba nové arény v Pittsburghu nebo přesun týmu do Kansas City či Las Vegas. Nakonec byla zvolena stavba nové arény. Ta se nachází těsně vedle dnes již neexistující Civic Areny (Mellon Areny), k jejíž demolici došlo na přelomu let 2011 a 2012.